# نقابة المعلمين الإيرانيين
نقابة المعلمين الإيرانيين (بالفارسية: کانون صنفی معلمان ایران)   ويشغل إسماعيل عبدي منصب الأمين العام لها.
في عام 2018، قُبض على محمد حبيبي، عضو مجلس إدارة النقابة بطهران، بعد تجمع للمجموعة وحكم عليه بعد ذلك بالسجن لمدة عشر سنوات ونصف بالإضافة إلى 72 جلدة. 
رئيس النقابة إسماعيل عبدي مسجون في سجن إيفين منذ عام 2015 

## وكالة أنباء المعلمين
- معلم خبر

هي وكالة أنباء مستقلة. تدار من قبل المعلمين. عنوان الموقع الإلكتروني هو moallemkhabar.ir.